# Hypenodinae
Sous-famille
Les Hypenodinae sont une sous-famille de papillons de nuit de la famille des Erebidae.

## Description
Les papillons adultes de la plupart des espèces de cette sous-famille n'ont pas de petits yeux simples près des grands yeux composés et ont des cellules quadrifines (à quatre nervures) sur les ailes postérieures. Les papillons de la tribu des Micronoctuini sont une exception car ils possèdent des yeux simples et des cellules bifines (à deux nervures) sur les ailes postérieures.

## Liste des genres
Selon ITIS (20 juillet 2024) :
- Dasyblemma Dyar, 1923
- Dyspyralis Warren, 1891
- Hypenodes Doubleday, 1850
- Parahypenodes Barnes & McDunnough, 1918
- Schrankia Hübner, 1825

## Galerie

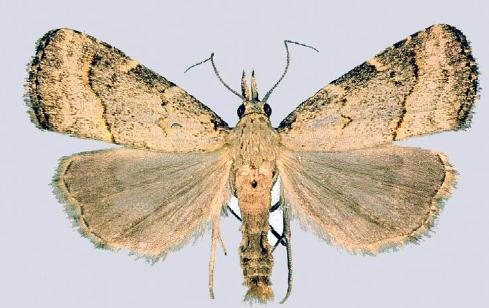
Schrankia separatalis
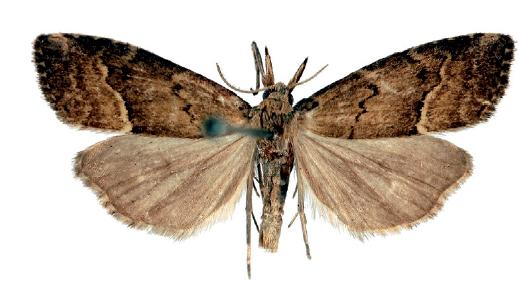
Schrankia taenialis

## Taxonomie
Le nom valide complet (avec auteur) de ce taxon est Hypenodinae Forbes (d), 1954.
Des études phylogénétiques ont montré que cette sous-famille devrait inclure les papillons micronoctuidés comme une tribu Micronoctuini,.